# اچ‌ام‌اس تراید (ان۵۳)
اچ‌ام‌اس تراید (ان۵۳) (به انگلیسی: HMS Triad (N53)) یک زیردریایی بود که طول آن ۲۷۵ فوت (۸۴ متر) بود. این زیردریایی در سال ۱۹۳۹ ساخته شد.